# American Cinematographer
American Cinematographer ist eine von der American Society of Cinematographers (ASC) herausgegebene Fachzeitschrift.
Die monatlich erscheinende Zeitschrift konzentriert sich auf die Kunst und das Handwerk der Kinematographie von in- und ausländischen Spielfilmproduktionen, Fernsehproduktionen, Kurzfilmen, Musikvideos und Werbespots. Ein Schwerpunkt liegt dabei auf Interviews mit Kameraleuten; auch Regisseure und andere Filmschaffende kommen regelmäßig zu Wort. Die Artikel enthalten Anleitungen, Diskussionen über Know-how, Techniken und Technologien, die sich auf die Kinematographie beziehen sowie Geschichtliches in Bezug auf die Kinematographie.

## Geschichte
Die 1919 gegründete ASC begann mit der Veröffentlichung von American Cinematographer am 1. November 1920 als zweimal monatlich erscheinendem vierseitigen Newsletter über die ASC und ihre Mitglieder. 1922 erschien die Veröffentlichung monatlich. 1929 begann Herausgeber Hal Hall, das Format auf Standardmagazingröße zu ändern, er erhöhte die Seitenzahl und fügte mehr Artikel über den Amateurfilm hinzu. In den 1930er Jahren widmete sich das Magazin eine Zeit lang gleichermaßen der professionellen Kinematographie und dem Amateurfilm. 1937 kaufte die ASC einen spanischen Bungalow in der Nähe von Grauman’s Chinese Theatre am 1782 North Orange Drive in Hollywood (Los Angeles), der nach wie vor der Hauptsitz des ASC ist.
Zu den Mitwirkenden des Magazins gehören neben festangestellten Redakteuren freiberufliche Autoren, Kameraleute (einschließlich ASC-Mitglieder) und andere Filmemacher.
Im Jahr 2006 führte das Magazin eine digitale Ausgabe ein. Später kam eine App für iOS hinzu. Die Website des Magazins (www.theasc.com) enthält einen Blog von John Bailey und gelegentliche Blogs von beitragenden Autoren.

## Verwendete Quellen
- Birchard, Robert S. Shaping Cinematography's 'Magazine of Record. American Cinematographer Magazine, August 2004, Vol. 85, No 8. S. 66–75.
- Katz, Ephraim. The Film Encyclopedia, Second edition. New York: HarperCollins Publishers, 1994. S. 54.
- Konigsberg, Ira. The Complete Film Dictionary. New York: Signet, 1987. S. 11.
- Mitchell, George. The ASC Is an Honor Society, Not a Trade Union, of Cinematographers. Films in Review, August–September 1967. S. 385–397.
- Slide, Anthony. The American Film Industry: A Historical Dictionary. New York: Limelight Editions, 1990. S. 17.
- Williams, Whitney. Society of Cinematographers Marks 50 Years of Achievement. Daily Variety, 17. Januar 1969. S. 10, 16.